# My Own United States (film 1918)
My Own United States è un film muto del 1918 diretto da John W. Noble

## Produzione
Il film fu prodotto dalla Frohman Amusement Corp.

## Distribuzione
Distribuito dalla Metro Pictures Corporation e presentato da William L. Sherrill, il film uscì nelle sale cinematografiche USA il 7 aprile 1918.